# Транспорт в Саратовской области
Саратов — транспортный узел Поволжья (Россия), расположен на пересечении магистральных железнодорожных, автомобильных и авиационных линий, водных маршрутов.
Имеются подъезды к городу от федеральных трасс М5 (по Р158) и Р22 (является частью автодороги Р22). Вблизи города проложена объездная дорога. Кроме того, через Саратов проходят федеральные магистрали:
- Р228 («Сызрань—Саратов—Волгоград»),
- А144 E 38 AH61 («Саратов—Воронеж—Курск»),
- Р158 («Саратов—Пенза—Саранск—Нижний Новгород»),
- Р226 («Самара—Волгоград»).

В области представлены все виды транспорта. Протяжённость автомобильных дорог общего пользования составляет 10 962 км, с твёрдым покрытием — 10 711 км (в том числе 741 км автодорог федерального значения) (по состоянию на 2008). Ведущее место в транспортной инфраструктуре области занимает железная дорога, на долю которой приходится свыше 90 % грузо- и около 40 % пассажирооборота. Длина внутренних судоходных путей составляет 709 км. Имеются железнодорожный мост через реку Волгу и два действующих автомобильных моста через реку Волгу (между городами Саратовом и Энгельсом и севернее г. Саратова, у с. Пристанного), а также путепровод по плотине Саратовской ГЭС в г. Балаково.
Общий объём перевозки грузов по всем видам транспорта составил за 9 месяцев 2009 года 88,2 млн т. Абсолютное большинство объёма пришлось на трубопроводный транспорт (66,5 млн т), автомобильным и железнодорожным транспортом было перевезено 10,6 и 10,2 млн т груза соответственно.

## Автомобильный транспорт

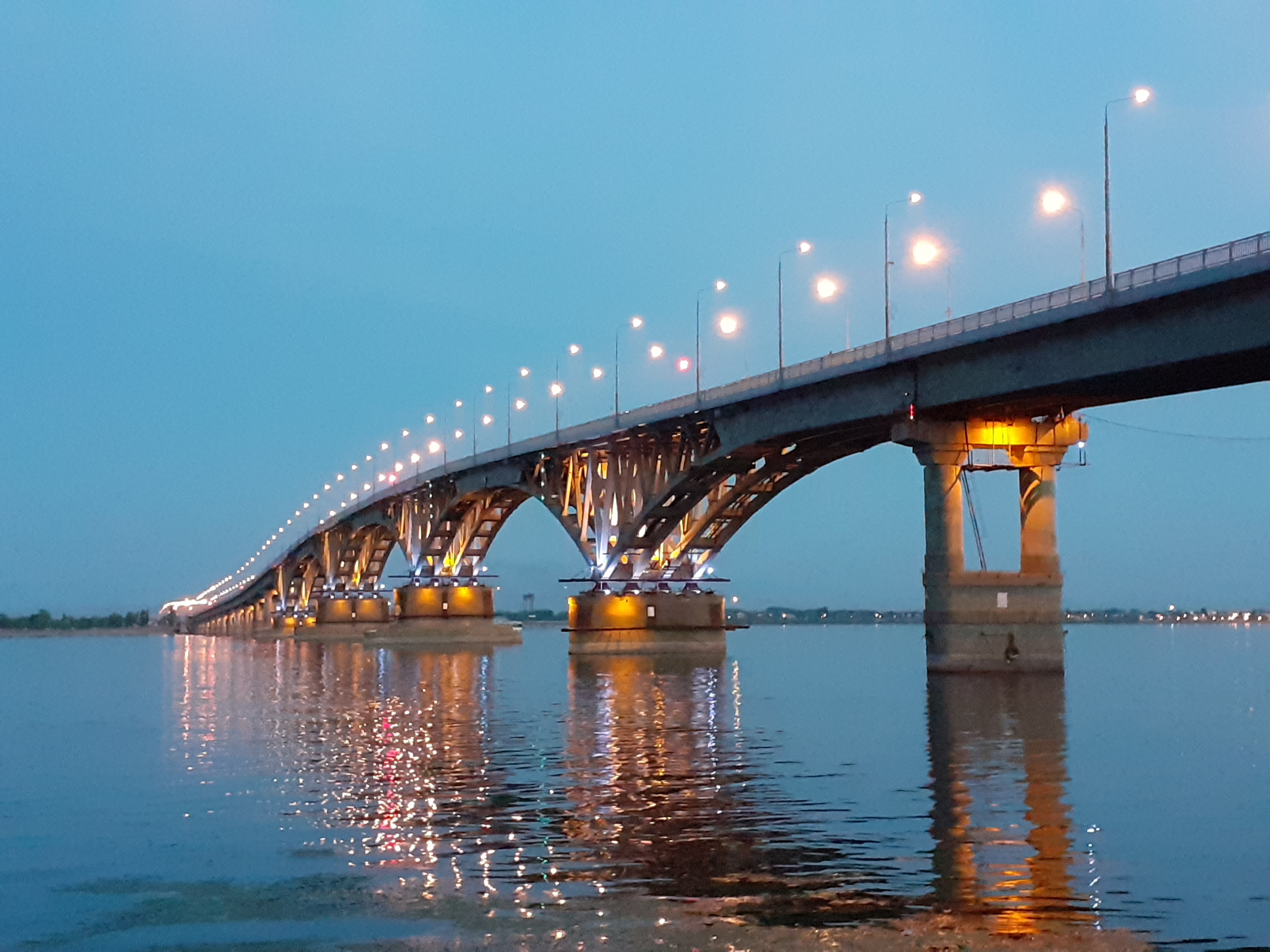
Саратовский мост через Волгу.

Автомобильный транспорт (пассажирский и грузовой) обслуживает межрайонные перевозки. Имеются подъезды к областному центру от федеральных трасс М5 (по Р158) и Р22 (является частью автодороги Р22 ), а также сообщение с близлежащими областями Пензенской, Воронежской, Курской, Волгоградской, Нижегородской и другими. Вблизи города проложена объездная автодорога. Один из крупнейших мостов в Европе — мост через Волгу — соединяет Саратов с городом-спутником Энгельс и Заволжьем.
По территории области проходят автомобильные магистрали федерального и регионального значения:
| Индекс автодороги | Наименование                                                         | Значение               | Протяжённость (км) |
| ----------------- | -------------------------------------------------------------------- | ---------------------- | ------------------ |
| E 40—E 119—Р22    | Москва — Тамбов — Волгоград                                          | федеральная магистраль | 1 381              |
| Р228              | Сызрань — Саратов — Волгоград                                        | федеральная дорога     | 708                |
| Р158              | Саратов — Пенза — Саранск — Нижний Новгород                          | федеральная дорога     |                    |
| Р226              | Саратов — Энгельс — Волжский                                         | региональная дорога    | 792                |
| Р234              | Саратов — Песчаный Умёт                                              | региональная дорога    |                    |
| А298              | Р208 — Саратов — Пристанное — Ершов — Озинки — Граница с Казахстаном | федеральная дорога     |                    |

## Водный транспорт
Транспортировка грузов водным транспортом в 2—3 раза дешевле, чем по железной дороге. Главной водной магистралью является Волга, где курсируют грузовые и пассажирские суда.
В XIX веке Саратову для развития необходим был водный транспорт, так как железные дороги и гужевой транспорт не могли обеспечить всех потребностей города как торгово-промышленного центра. Река Волга, являлась транспортной артерией, делящей Саратовскую губернию на две части позволяла перевозить грузы как вверх по течению (бурлаки), так и вниз до Каспийского моря.
До 30-х годов XX века здания пассажирского вокзала в Саратове не было — пассажиры ожидали пароходы на плавучих дебаркадерах, пристанях или просто на берегу.
В 1980-е годы пассажирские суда обслуживали 60 населенных пунктов, в границах Саратовского порта работали 17 единиц скоростных судов.
С 1991 года в связи с кризисными явлениями в экономической жизни России сокращаются объёмы перевозки. Практически весь местный скоростной флот, выполнявший перевозки по городам области, был продан. Из более чем 10 маршрутов и 20 судов класса СПК («Метеоры», «Ракеты» и даже «Комета») не осталось ни одного. Прогулочный флот в городе ещё сохранился — на этих маршрутах работают суда типа «Москва», «ОМ», «МО» и «Волга».

## Воздушный транспорт

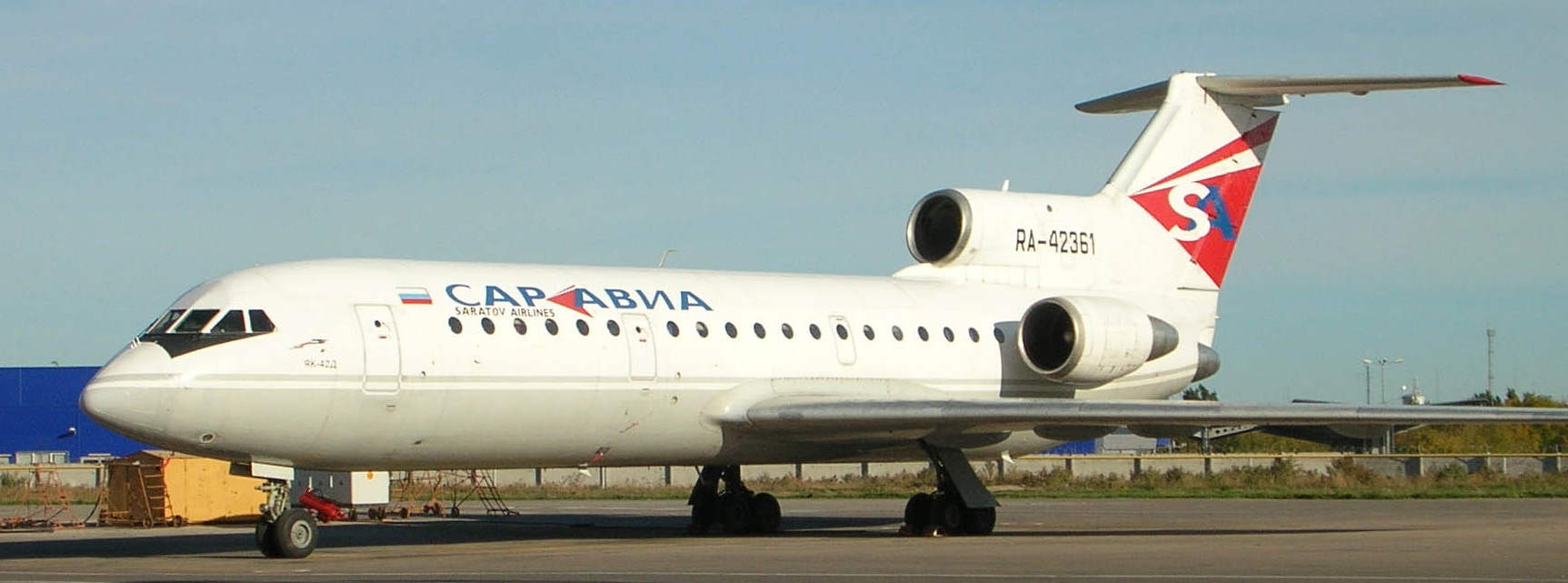
Як-42 авиакомпании «Саратовские авиалинии» на стоянке в аэропорту

Аэродром «Саратов-Центральный» был основан в 1931 году для проведения авиационных работ в интересах сельского хозяйства. Позднее был построен аэровокзал и Саратов-Центральный стал обслуживать пассажирские авиаперевозки. В годы Великой Отечественной войны аэродром, в числе прочего, использовался для транспортировки лёгких десантных планёров А-7 конструктора Олега Константиновича Антонова за линию фронта. Планёры отцеплялись от буксирующих самолётов и в свободном полёте бесшумно пересекали линию фронта. Успешно миновав зенитные батареи, планёры А-7 сбрасывали груз в заранее условленном месте и возвращались с временно оккупированной территории, либо осуществляли посадку на замаскированные аэродромы в тылу врага.
Воздушный транспорт применялся для перевозки пассажиров, почты, грузов (Ан-26), оказания скорой медицинской помощи (санитарная авиация), а также в сельскохозяйственной авиации для внесения удобрений на поля и для борьбы с насекомыми-вредителями и грызунами.

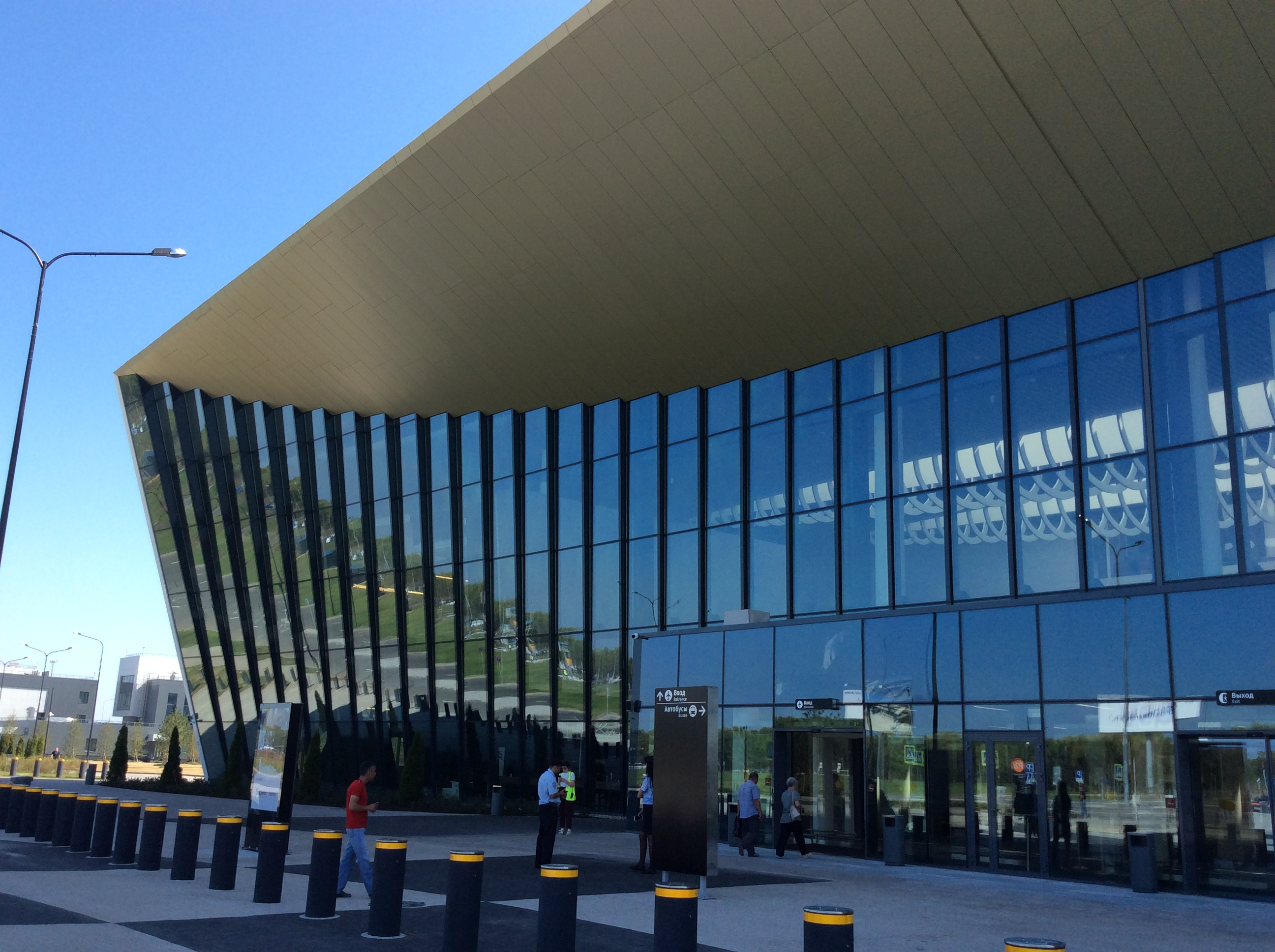
Аэропорт «Гагарин»

Из Саратовского аэропорта выполнялись транзитные авиаперевозки самолётами Ил-14, Ан-24, Як-40 и прямые беспосадочные Як-42 связывающие Саратов с Москвой, Киевом, Волгоградом, Самарой, Пензой, курортами Кавказа и Крыма, а также с многочисленными районами области. В 1980-х из аэропорта выполнялись рейсы по местным воздушным линиям на самолётах Л-410 в ряд городов и посёлков области (Александров Гай, Аркадак, Бакуры, Балаково, Балашов, Балтай, Базарный Карабулак, Горный, Духовницкое, Новоузенск, Озинки, Перевесинка, Перелюб, Пугачёв, Турки). Эти рейсы были прекращены в 1992—1993 годах.
На 2018 год пассажиропоток аэропорта составлял 426 000 человек.
С 21 августа 2019 года аэропорт «Саратов-Центральный» закрыт. Последний рейс из него был выполнен накануне рано утром.
С 2019 года в районе села Сабуровка действует новый международный аэропорт «Гагарин».

## Железнодорожный транспорт

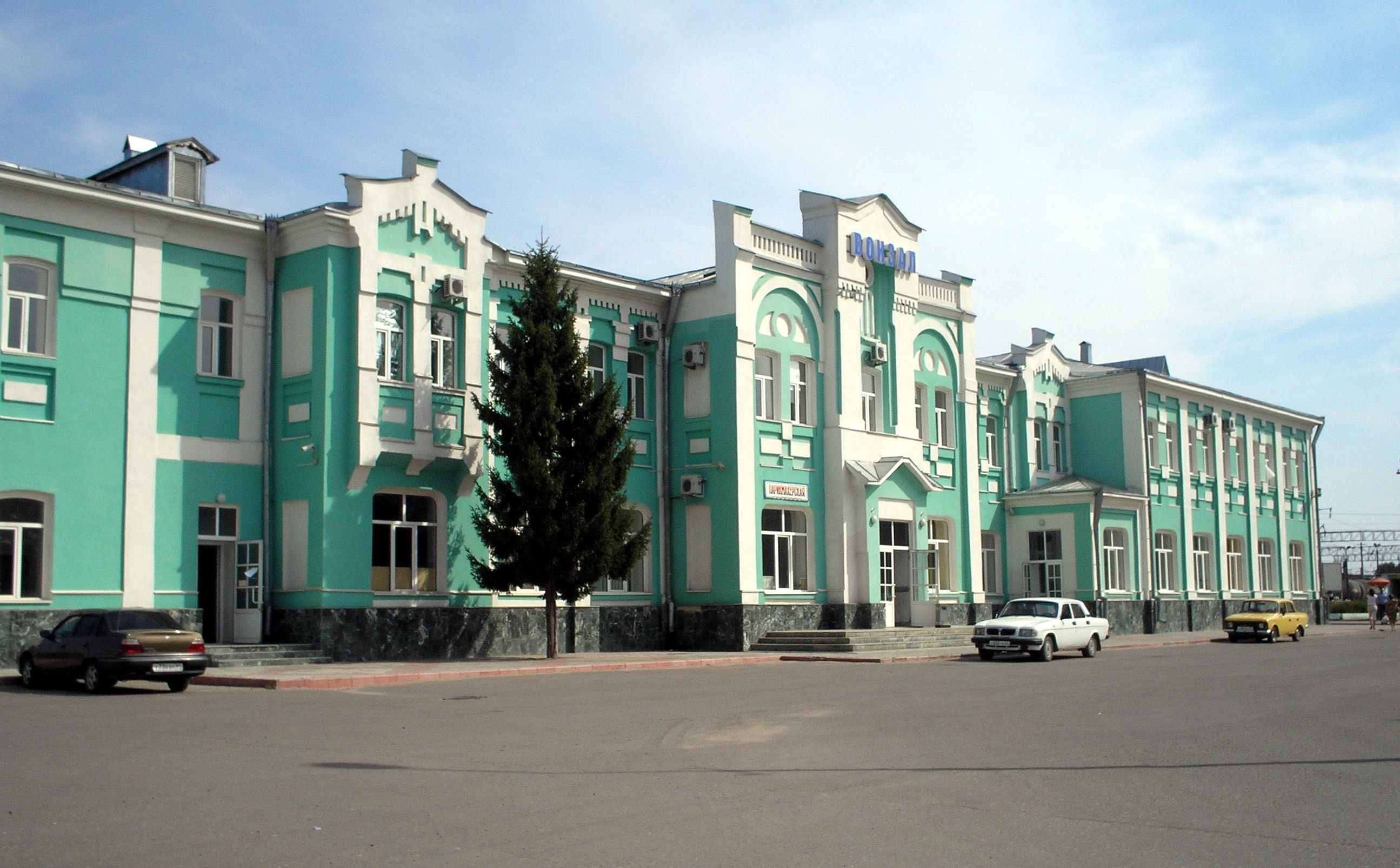
Железнодорожный вокзал в Аткарске

Протяжённость железных дорог проходящих по территории области составляет 2 296 км. Из них большая часть принадлежит Саратовскому отделению Приволжской железной дороги и меньшая, на западе области, — Ртищевскому отделению Юго-Восточной железной дороги). Сохранилась одна действующая узкоколейная железная дорога — Красноармейского керамического завода.

## Трубопроводный транспорт
Кроме ниток Саратов — Москва, Саратов — Череповец и других по территории области пролегает трансконтинентальный газопровод Средняя Азия — Центр с двумя мощными газокомпрессорными станциями: в Александровом Гае и Петровске.